# Nyctophila
Nyctophila es un género de luciérnagas de la familia Lampyridae. El género incluye a la luciérnaga mediterránea.
Las hembras son ápteras y generalmente sólo ellas y algunas larvas muestran luminosidad, por lo que popularmente también son conocidas como "gusanos de luz", nombre que también se da a especies de Lampyris.

## Especies
- Nyctophila anatolica
- Nyctophila bonvouloirii
- Nyctophila calabriae
- Nyctophila colorata
- Nyctophila graeca
- Nyctophila heydeni
- Nyctophila libani
- Nyctophila maculicollis
- Nyctophila molesta
- Nyctophila reichii
- Nyctophila riegeri
- Nyctophila scabripennis
- Nyctophila syriaca